# Alla ricerca di Dory
Alla ricerca di Dory (Finding Dory) è un film d'animazione del 2016 co-scritto e diretto da Andrew Stanton e co-diretto da Angus MacLane.
Prodotto da Pixar Animation Studios, in co-produzione con Walt Disney Pictures, e distribuito da Walt Disney Studios Motion Pictures, è il 17º lungometraggio Pixar nonché sequel e spin-off di Alla ricerca di Nemo del 2003 (diretto dallo stesso Stanton). Fanno parte del cast Ellen DeGeneres, Albert Brooks, Hayden Rolence, Ed O'Neill, Kaitlin Olson, Ty Burrell, Diane Keaton ed Eugene Levy.
Il film ha ottenuto un notevole successo di critica e pubblico, ottenendo ottimi incassi e venendo candidato a svariati premi cinematografici, tra i quali il BAFTA al miglior film d'animazione.

## Trama
La piccola Dory è un pesce chirurgo che un giorno si ritrova separata dai suoi genitori. Passa quindi la sua vita a cercarli finché non incontra il pesce pagliaccio Marlin e parte con lui a cercare suo figlio Nemo.
Nel 2004, un anno dopo il salvataggio di Nemo, Marlin, Nemo e Dory vivono nella barriera corallina. A un certo punto Dory inizia ad avere visioni frammentarie della propria vita prima di incontrare Marlin e Nemo, in particolare sui suoi genitori. Dopo aver sentito una lezione di Ray, l'insegnante di Nemo, sulla migrazione, in cui viene spiegato che gli animali marini usano l'istinto per tornare a casa, i ricordi di Dory vengono innescati e lei sente il bisogno improvviso di trovare i suoi genitori, Jenny e Charlie, dei quali l'unica cosa che ricorda con certezza è che vivono in un luogo chiamato "Gioiello di Morro Bay, California". Marlin, sebbene riluttante, accetta di accompagnare Dory. Con l'aiuto della tartaruga Scorza, Dory, Marlin e Nemo cavalcano la corrente oceanica fino in California. Dory poi vaga vicino a un relitto, dove i tre devono sfuggire a un calamaro gigante, che rischia di uccidere Nemo. Marlin incolpa Dory di aver messo in pericolo Nemo: ferita, Dory sale in superficie e viene pescata dai volontari del Marine Life Institute, conosciuto proprio con il soprannome di "Gioiello di Morro Bay".
Dory viene mandata alla sezione quarantena dell'istituto, dove incontra un polpo di nome Hank, il quale desidera la targhetta di Dory in quanto gli animali marcati con la targhetta vengono trasferiti in un acquario permanente a Cleveland anziché tornare in libertà. Hank, a causa di un'esperienza traumatica, ha paura dell'oceano e vorrebbe vivere in cattività per sempre, quindi stringe un patto con Dory: la aiuterà a trovare i suoi genitori in cambio della sua targhetta. Grazie a vari indizi e alcuni flashback, Dory deduce di essere nata nella sezione dell'istituto chiamata Alto Mare, quindi tenta di andarci per trovare i genitori. Lungo la strada viene aiutata dalla sua amica d'infanzia Destiny, uno squalo balena, e da Bailey, un beluga che crede di aver perso la sua abilità di ecolocalizzazione a seguito di una testata. Dopo aver lasciato la sua vecchia casa nell'espositore dell'Oceano Aperto, Dory scopre che tutti i pesci chirurgo della sua specie vengono trasferiti a Cleveland e che quindi i suoi genitori dovrebbero essere tornati alla quarantena. Nel frattempo, Marlin e Nemo tentano di salvare Dory e vengono aiutati da due leoni marini, Fluke e Rudder, che li presentano a un'amichevole ma imbranata strolaga di nome Becky, la quale li fa entrare nell'Istituto tramite un secchio. Marlin e Nemo passano per vari espositori prima di ritrovare Dory nel labirintico sistema di tubi dell'Istituto.
Riuniti, i tre vanno nel reparto quarantena, dove trovano il serbatoio che contiene gli altri pesci chirurgo, i quali spiegano che Dory da giovane venne risucchiata dal sistema di tubi dell'istituto; i suoi genitori andarono alla quarantena per cercarla ma non tornarono mai, quindi deduce che siano morti. Mentre Dory è sotto shock, Hank tenta di far uscire lei, Marlin e Nemo, ma riesce a recuperare solo Dory. Marlin e Nemo finiscono nel serbatoio dei pesci chirurgo, che viene caricato nel camion diretto a Cleveland. Nella fretta di scappare, Hank rischia di essere catturato da un dipendente dell'istituto e accidentalmente fa cadere Dory in una fogna, lasciandola di nuovo sola nell'oceano. Avendo dimenticato perché si trovi nell'oceano, Dory nuota senza meta finché s'imbatte in una scia di conchiglie. Ricordando che i suoi genitori le dissero di seguire le conchiglie per tornare a casa qualora si fosse persa, Dory segue la scia e alla fine trova proprio loro. Contenti di averla ritrovata, i genitori di Dory rivelano che quando non l'avevano trovata in quarantena avevano pensato che fosse scappata nell'oceano, così erano scappati dall'Istituto e per anni avevano lasciato scie di conchiglie nella speranza che Dory le trovasse e le seguisse fino ad arrivare a casa. Felice di aver ritrovato la sua famiglia, Dory ricorda che deve salvare Marlin e Nemo. Destiny e Bailey scappano per aiutare Dory a intercettare il camion, riuscendo a fermarlo grazie alle lontre che bloccano il traffico in autostrada. Destiny poi lancia Dory e le lontre la prendono e la portano al camion. Una volta dentro, Dory tenta di aiutare Marlin e Nemo a scappare, ma viene accidentalmente lasciata indietro. Con la porta del camion chiusa, Dory convince Hank che vivere in libertà non è così male, e questi acconsente ad aiutarla a scappare di nuovo. Lavorando insieme, dirottano il camion e lo fanno finire nell'oceano, liberando i pesci all'interno. Riuniti, Dory, i suoi genitori, Hank, Destiny e Bailey tornano con Marlin e Nemo per vivere una nuova vita nella Grande barriera corallina.
Nella scena dopo i titoli di coda, i pesci dell'acquario visti nel film precedente, ancora intrappolati nei sacchetti di plastica, arrivano in California, dove vengono "salvati" dai volontari del Marine Life Institute.

## Personaggi
- Dory: un pesce chirurgo femmina estroversa e vivace, soffre di perdita di memoria a breve termine.
- Nemo: un pesce pagliaccio figlio di Marlin, è un pesciolino dolce, simpatico e intelligente.
- Marlin: il padre di Nemo, vedovo e molto protettivo con suo figlio, infatti appena intrapreso il viaggio con Dory si sente in pericolo ricordando quanto accaduto al figlio un anno prima.
- Charlie e Jenny: i genitori di Dory, hanno aspettato da sempre il momento in cui sarebbe tornata da loro.
- Hank: un polpo che vorrebbe vivere la sua vita in cattività, dopo che gli hanno staccato un tentacolo.
- Destiny: uno squalo balena miope che vive al parco oceanografico. Era l'amica d'infanzia di Dory con cui giocava attraverso i tubi.
- Bailey: un beluga che vive accanto a Destiny e cerca di aiutarla a non sbattere contro i muri.
- Fluke e Rudder: due leoni marini che passano la propria giornata distesi a dormire su uno scoglio.
- Becky: una strolaga amichevole e simpatica ma sciocca e distratta, che aiuterà Marlin e Nemo a raggiungere Dory.
- Scorza: una tartaruga marina che ha trasportato attraverso la corrente Marlin, Nemo e Dory in California.
- Gerard: un leone marino che spesso cerca di salire sullo scoglio di Fluke e Rudder, ma quasi sempre fallisce. Solo una volta riesce a salire sullo scoglio.
- Licia Colò: la direttrice del parco oceanografico.
- Ray: una razza ed è il maestro di Nemo e gli altri pesci dell'Oceano. Alla fine del film verrà sostituito da Hank.

## Produzione
Un sequel di Alla ricerca di Nemo era già stato pianificato nel 2005, attraverso lo studio Circle 7, ma dopo l'acquisizione della Pixar da parte della The Walt Disney Company nel 2006, il progetto è stato abbandonato e il Circle 7 è stato chiuso. L'idea di un sequel/spin-off incentrato su Dory era venuta in mente ad Andrew Stanton dopo l'uscita della versione 3D di Alla ricerca di Nemo nel 2010, come da lui stesso dichiarato.
Nel 2013 è stato confermato che Andrew Stanton stava lavorando al sequel del film insieme a Victoria Strouse (co-sceneggiatrice), Bob Peterson (sceneggiatore del primo film) e con il co-regista Angus MacLane. La Disney dichiarò che l'uscita nelle sale era prevista per novembre 2015, ma dopo alcuni ritardi è stata spostata all'anno successivo, invertendo la data d'uscita con Il viaggio di Arlo, altra pellicola Pixar, diretta da Peter Sohn. Albert Brooks ed Ellen DeGeneres sono stati confermati come membri del cast, mentre è stato reso noto che l'attore che aveva prestato la voce a Nemo nel primo film, Alexander Gould, sarebbe stato sostituito da Hayden Rolence, con Gould che ha prestato la voce a un personaggio secondario del film.

## Distribuzione

### Data di uscita
Il film è stato distribuito negli Stati Uniti il 17 giugno 2016, mentre in Italia è uscito nei cinema il 15 settembre. Come anteprima del film è stato proiettato il cortometraggio d'animazione Piper, scritto e diretto da Alan Barillaro, con il quale ha vinto l'Oscar al miglior cortometraggio d'animazione nel 2017.
La pellicola è disponibile sulla piattaforma streaming Disney+.

### Edizione italiana
La direzione del doppiaggio e i dialoghi italiani sono stati curati da Carlo Valli (all'ultima esperienza in un film Pixar), per conto della Dubbing Brothers Int. Italia. Tornano Carla Signoris, Luca Zingaretti, Marco Mete e Stefano Masciarelli nei ruoli di Dory, Marlin, Ray e Scorza, mentre Alex Polidori (che qui interpreta l'autista del furgone) viene sostituito da Gabriele Meoni su Nemo. Alla fine dei titoli di coda compaiono i pesci dell'acquario dal primo film e tornano Angelo Nicotra, Giò Giò Rapattoni, Silvia Pepitoni e Massimo Corvo sui rispettivi personaggi, mentre Danilo De Girolamo (scomparso nel 2012), nel ruolo di Gluglù, è sostituito da Oliviero Dinelli, Gerolamo Alchieri (che qui doppia un altro personaggio), nel ruolo di Bloblò, è sostituito da Luca Graziani e Jacques Peyrac, nel ruolo di Jacques, è sostituito da Alessandro Ballico.
La speaker del parco oceanografico, che in originale ha voce e nome dell'attrice Sigourney Weaver, ha in italiano voce e nome della divulgatrice e conduttrice Licia Colò.
Si uniscono al cast storico Ugo Maria Morosi, Francesca Manicone, Ambrogio Colombo, Melina Martello e Carlo Valli nei nuovi ruoli di Hank, Destiny, Bailey e dei genitori di Dory Jenny e Charlie.

## Accoglienza

### Incassi
Alla ricerca di Dory ha incassato 486295561 $ nel Nord America e 542275381 $ nel resto del mondo, per un totale di 1028570942 $, a fronte di un budget di produzione di 200 milioni di dollari.
Si tratta del terzo maggiore incasso mondiale del 2016 e il secondo maggiore incasso nel Nord America del 2016. Inoltre si classifica all'13º posto dei film d'animazione con maggiori incassi nella storia del cinema, e 50° film con maggiori incassi nella storia del cinema.

#### Nord America
Il film ha debuttato al primo posto al box-office nordamericano, incassando circa 135,1 milioni di dollari nelle 4.305 sale in cui è stato distribuito, stabilendo il nuovo record per il film d'animazione con il maggiore incasso di sempre nel week-end d'esordio, venendo poi battuto nel 2018 da Gli Incredibili 2.

### Critica
Il film è stato accolto positivamente dalla critica; su Rotten Tomatoes ha un indice di gradimento del 94% basato su 341 recensioni, con un voto medio di 7,7 su 10, mentre su Metacritic ha un punteggio di 77 su 100 basato su 48 recensioni.
A. O. Scott del New York Times ha detto che, sebbene il film manchi di "originalità abbagliante", ha ancora "calore, fascino e buon umore". Joe Morgenstern del Wall Street Journal ha detto che "Alla ricerca di Dory può essere toccante, dolce e tenero, ma è compulsivamente, assurdamente e fermamente divertente".

## Riconoscimenti
- 2017 – Premio BAFTA[19]
  - Candidatura al miglior film d'animazione
- 2017 – Annie Award
  - Candidatura al miglior film d'animazione
- 2017 – Behind the Voice Actors Awards
  - Candidatura al miglior doppiaggio maschile in un film d'animazione ad Albert Brooks
  - Candidatura al miglior doppiaggio maschile in un film d'animazione a Ed O'Neill
  - Candidatura al miglior doppiaggio femminile in un film d'animazione a Ellen DeGeneres
  - Candidatura al miglior doppiaggio femminile in un film d'animazione a Sloane Murray
  - Candidatura al miglior cast di doppiatori in un film d'animazione
- 2016 – Critics' Choice Awards
  - Candidatura al miglior film d'animazione
- 2017 – Central Ohio Film Critics Association Awards
  - Candidatura al miglior film d'animazione
- 2017 – Empire Awards[20]
  - Miglior film d'animazione
- 2017 – Georgia Film Critics Association Award
  - Candidatura al miglior film d'animazione
- 2017 – Houston Film Critics Society Award
  - Candidatura al miglior film d'animazione
- 2017 – Kids' Choice Awards
  - Miglior film d'animazione
  - Miglior voce di un film d'animazione a Ellen DeGeneres
  - Candidatura alla star animale preferita a Ellen DeGeneres
- 2016 – Sierra Award
  - Candidatura al miglior film d'animazione
- 2017 – E! People's Choice Awards
  - Film preferito
  - Film per famiglie preferito
  - Voce preferita in un film d'animazione a Ellen DeGeneres
- 2016 – Phoenix Film Critics Society Awards
  - Candidatura al miglior film d'animazione
- 2016 – San Francisco Film Critics Circle Award
  - Candidatura al miglior film d'animazione
- 2017 – Satellite Award
  - Candidatura al miglior film d'animazione o a tecnica mista
- 2017 – Saturn Award
  - Miglior film di animazione
- 2016 – Teen Choice Awards
  - Miglior film dell'estate
  - Miglior attrice dell'estate a Ellen DeGeneres
- 2017 – Teen Choice Awards[21]
  - Miglior film commedia
  - Miglior attrice in un film commedia a Ellen DeGeneres
- 2016 – Washington DC Area Film Critics Association Awards
  - Candidatura al miglior film d'animazione
  - Candidatura al miglior doppiaggio a Ellen DeGeneres
- 2016 – Women Film Critics Circle Award
  - Candidatura alla miglior animazione femminile

## Sequel
Durante un'intervista avvenuta a giugno 2016, il regista Andrew Stanton ha annunciato la sua intenzione di espandere il worldbuilding del franchise attraverso sequel come è stato fatto nel franchise di Toy Story, con l'intenzione di introdurre nuovi personaggi.
Nel maggio 2024, il CEO della Pixar Pete Docter ha dichiarato che lo studio sta valutando la possibilità di realizzare un terzo film di Alla ricerca di Nemo. Affermando: «In quale altro luogo non siamo andati nell'oceano? L'oceano è un posto grande. Penso che ci siano molte opportunità lì. Stiamo un po' pescando in giro».